# Hôtel de ville de Thouars
L'hôtel de ville de Thouars est un édifice municipal situé à Thouars dans le département des Deux-Sèvres, en France.

## Histoire
Construit pour la congrégation des chanoines réguliers de saint Augustin en 1667, l'édifice est inscrit aux monuments historiques depuis 1999,. Le bâtiment était originellement un couvent avant de devenir un collège en 1806 puis l'actuel hôtel de ville en 1847,.

## Localisation
L'hôtel de ville de Thouars est situé place Saint-Laon, à proximité immédiate de l'église Saint-Laon.

## Galerie

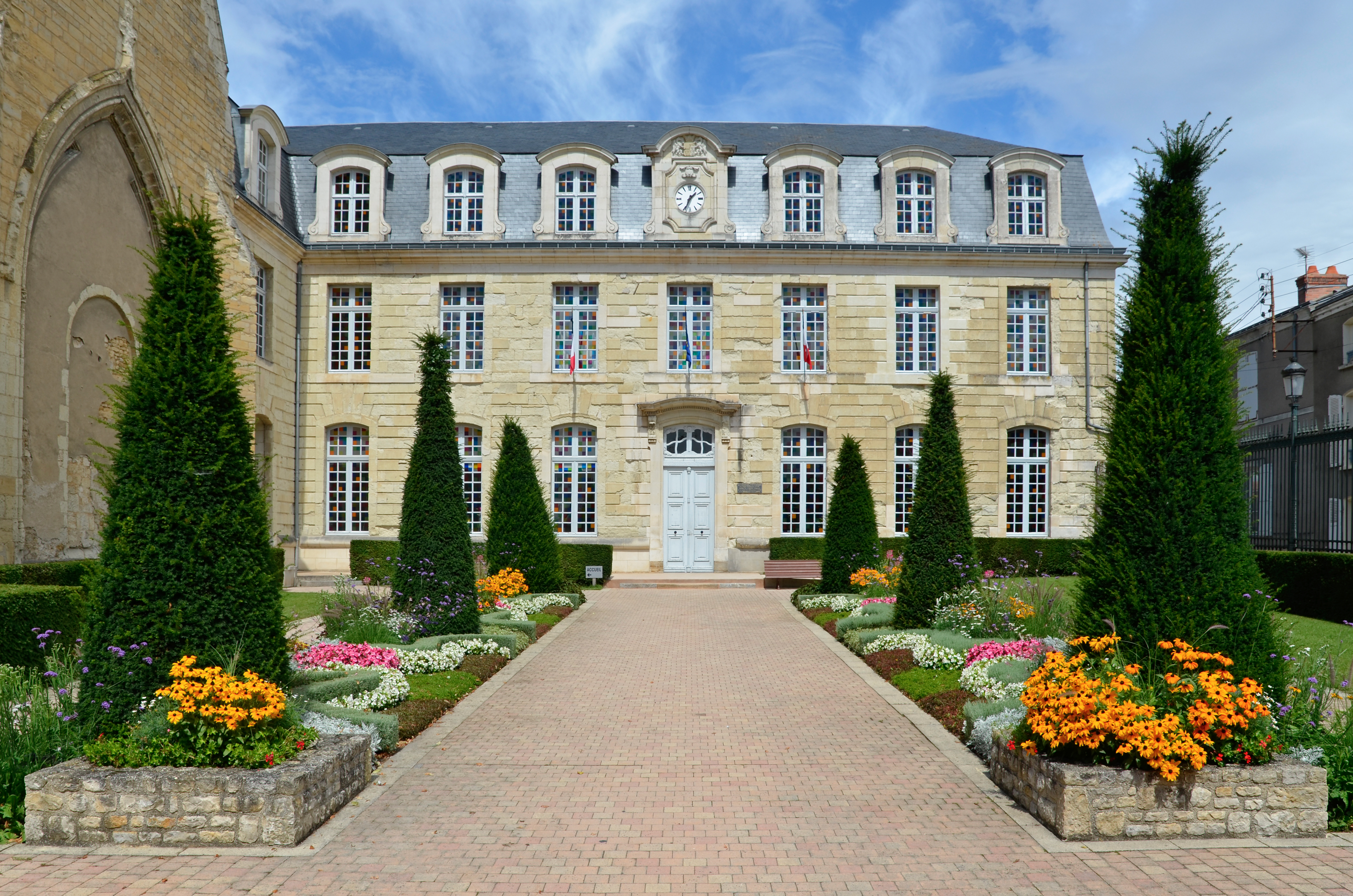
Façade de l'hôtel de ville en 2012.
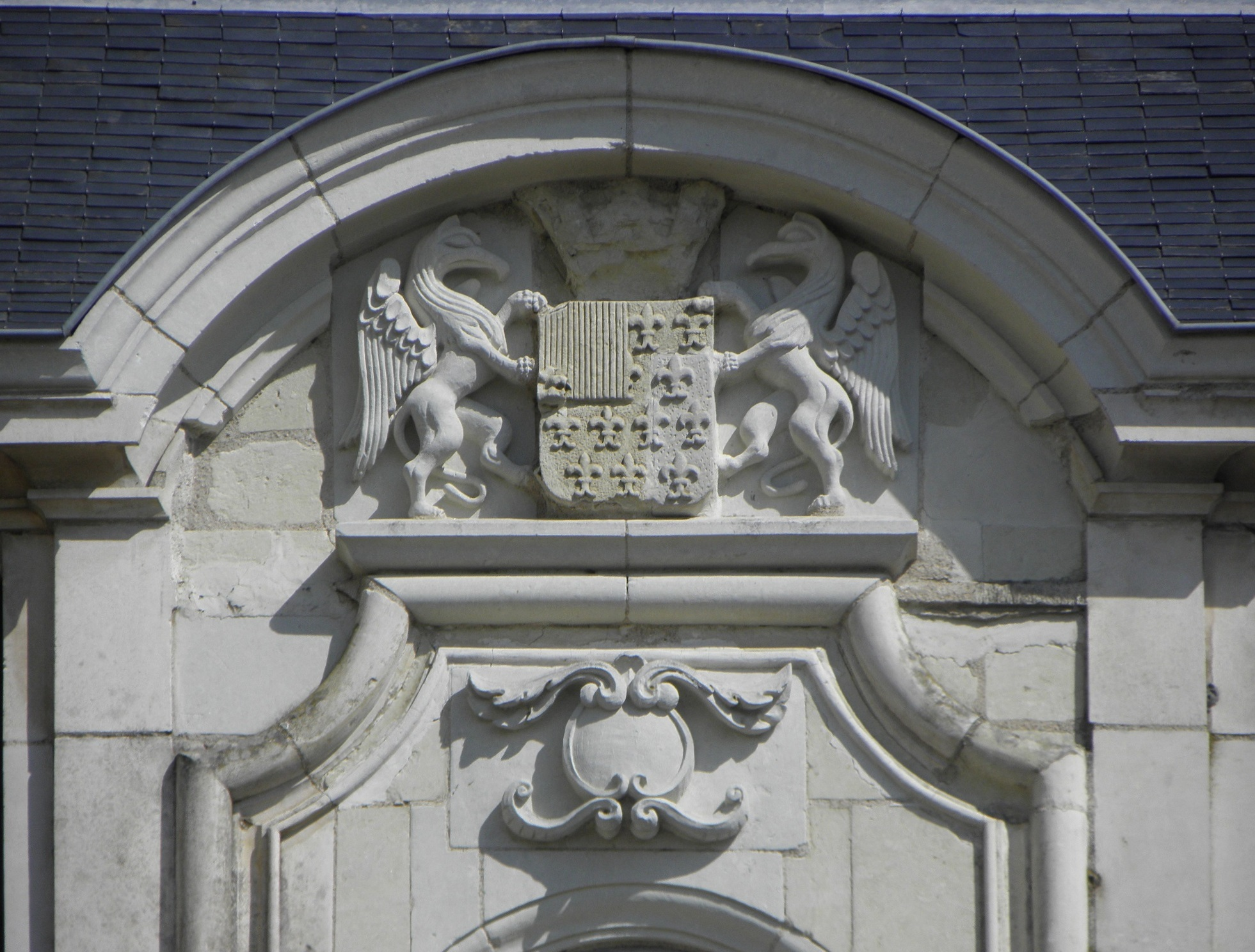
Anciennes armoiries de la ville représentées au-dessus de l'horloge, en façade du bâtiment.
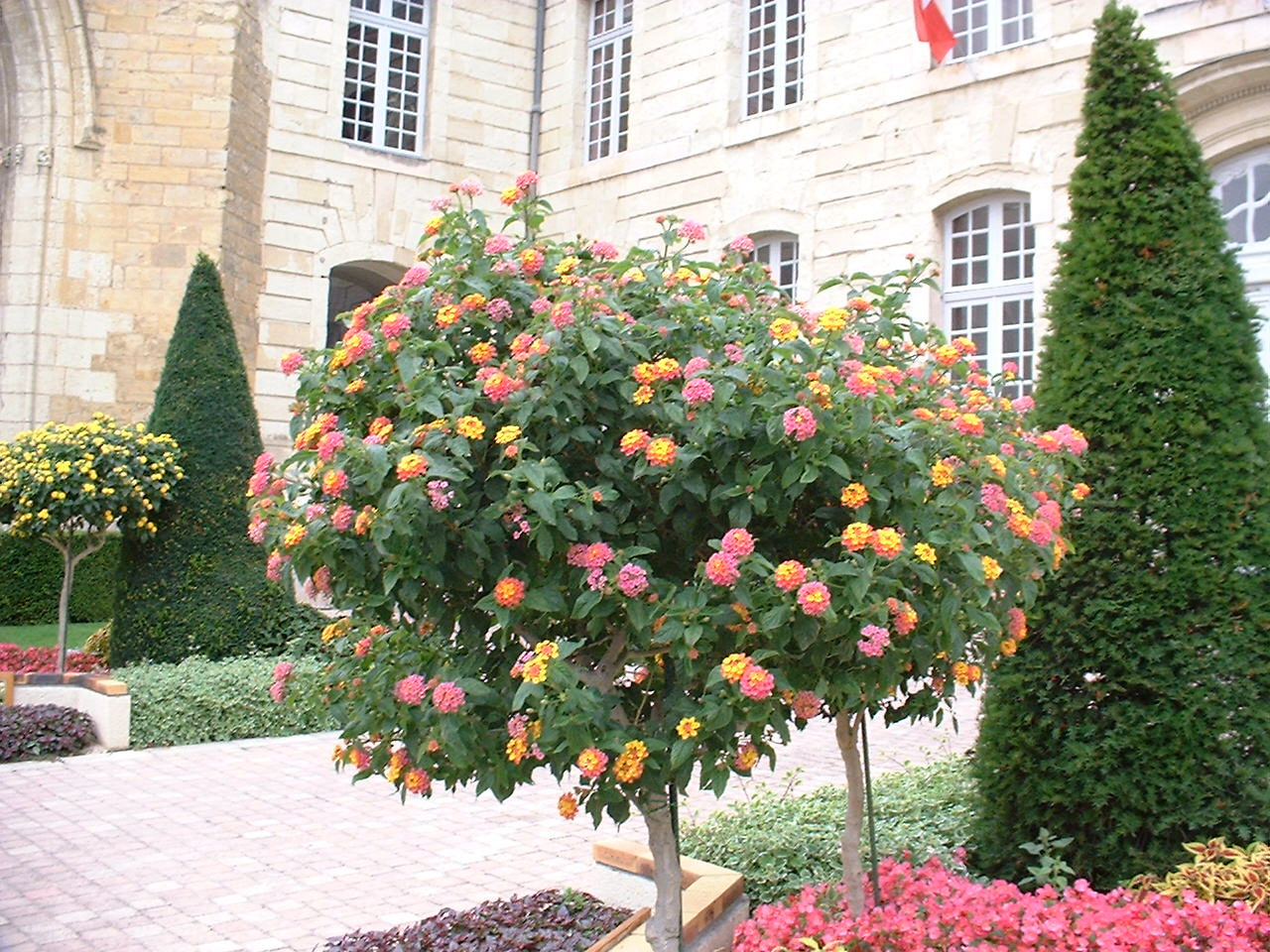
Aperçu du jardin de la mairie en 2000.
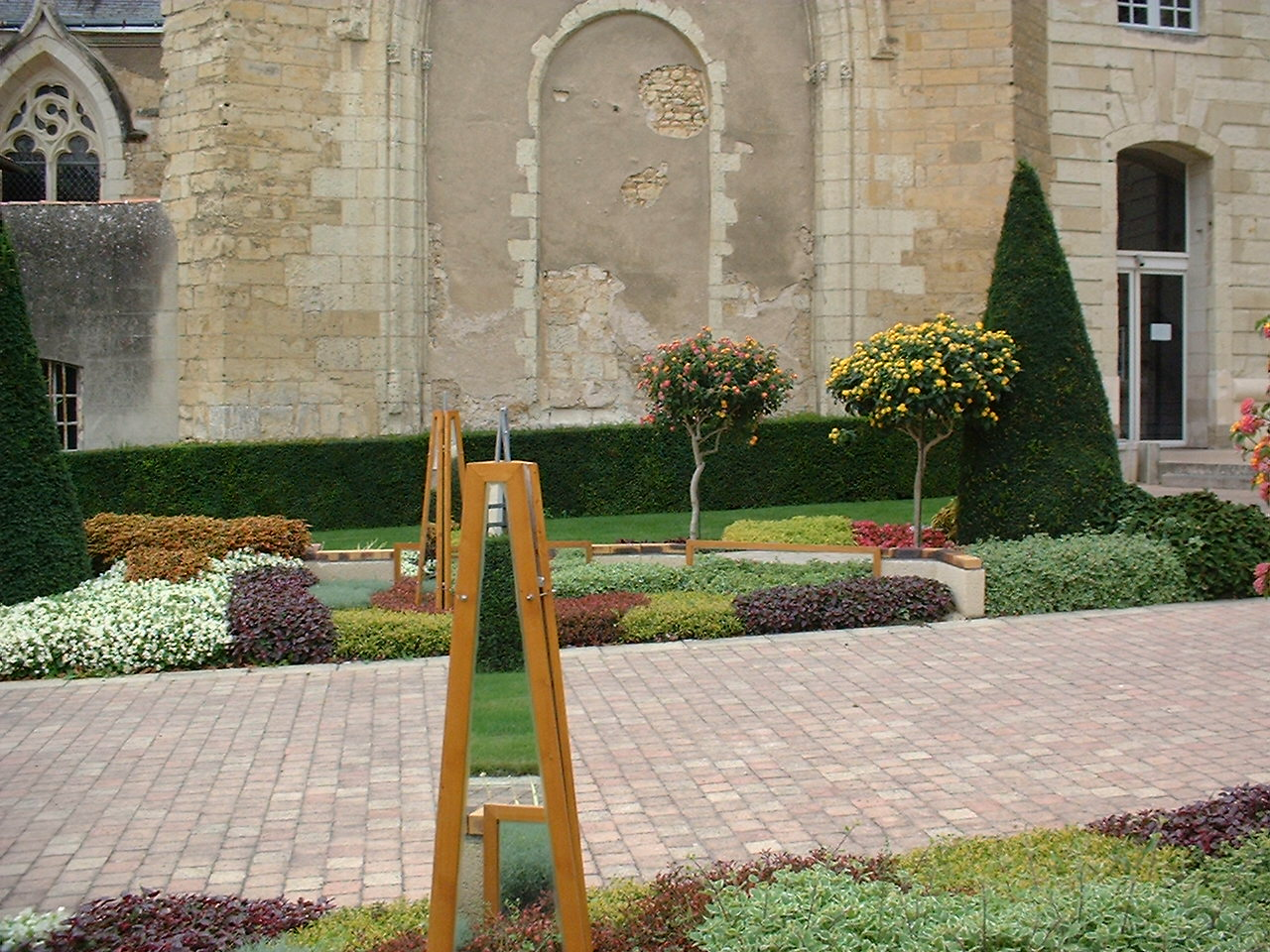
Aperçu du jardin de la mairie en 2000.
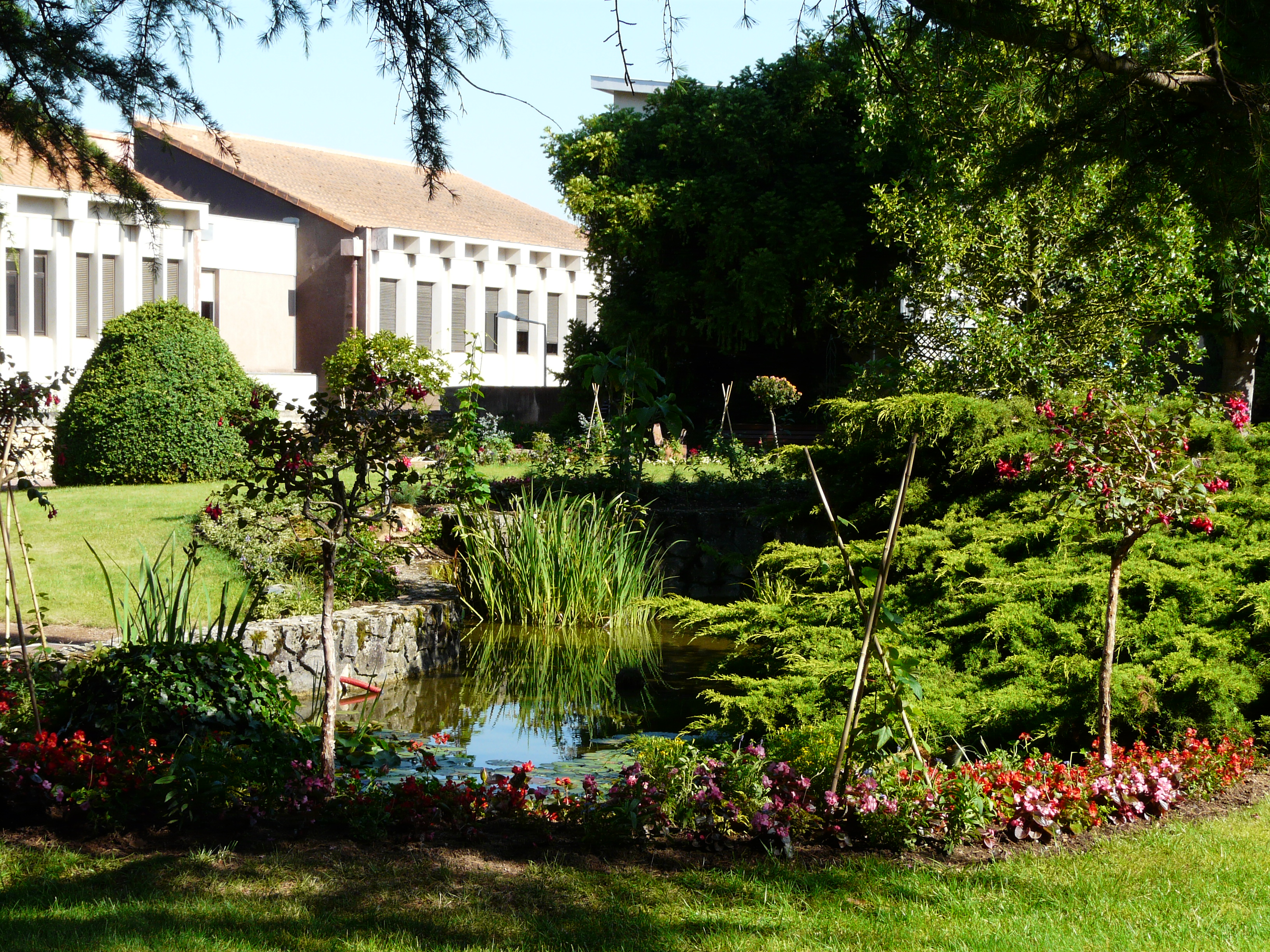
Aperçu du jardin de la mairie en 2009.
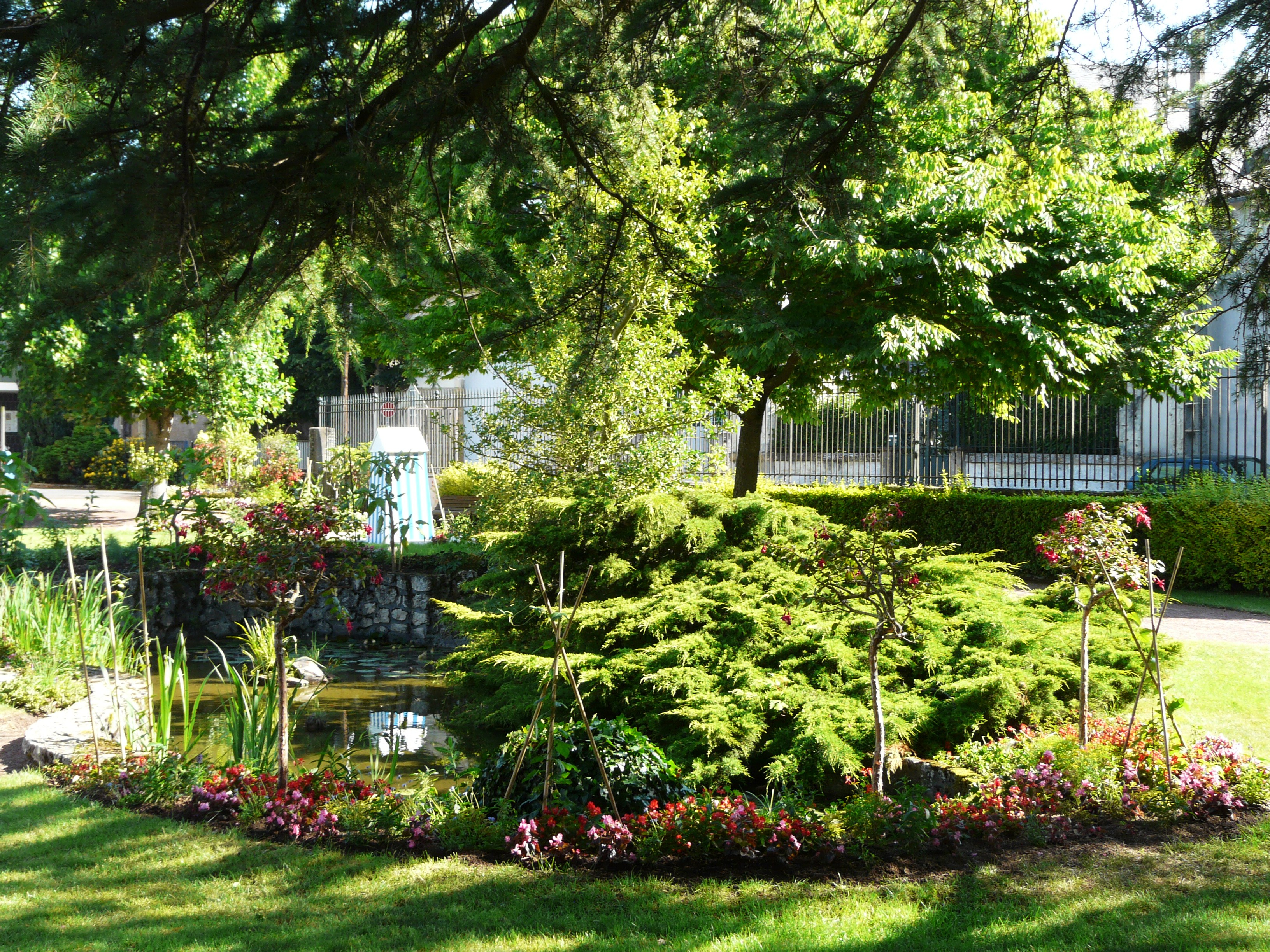
Aperçu du jardin de la mairie en 2009.